# São Paulo Futebol Clube
Pour les articles homonymes, voir São Paulo (homonymie).
Maillots
Actualités
Le São Paulo Futebol Clube est une association sportive brésilienne. Fondé en 1930, puis refondé en 1935 après une brève période d'inactivité. C'est un des principaux clubs sportifs du pays avec, entre autres, des sections de football, boxe, athlétisme, volley-ball, gymnastique artistique, basket-ball.
Selon une étude réalisée pour le journal sportif Lance!, en 2004, l'équipe possédait le troisième plus grand groupe de supporters du pays, derrière le CR Flamengo et le SC Corinthians, avec plus de 28 millions de supporters à travers tout le Brésil.
Selon la revue de sports Placar, le São Paulo FC est la deuxième équipe de football ayant fourni le plus grand nombre de joueurs pour la sélection brésilienne dans des Coupes du monde, après Botafogo.

## Historique

### Genèse
En 1900 est établi le Clube Atlético Paulistano. La pratique sportive est alors dominée par une élite bourgeoise, qui a les moyens d'avoir du temps libre pour faire de l'exercice. L'idée du professionnalisme, moyen pour les joueurs talentueux issus des classes populaires de pratiquer à leur tour, s'impose lentement au Brésil. Les vieux clubs de l'élite sont réticents devant cette évolution.
En 1930, déçus par la diffusion du professionnalisme, le Clube Atlético Paulistano et l'Associação Atlética das Palmeiras, un autre club de São Paulo, font le choix de fermer leur section football. Les supporters et joueurs des deux équipes décident alors de continuer la pratique du sport en fusionnant, créant une nouvelle association sportive, le São Paulo Futebol Clube. Celui-ci est souvent surnommé São Paulo da Floresta, en raison du nom de son terrain, la Floresta.

### Débuts intermittents
Dès sa création, l'équipe termine vice-championne du championnat Paulista, puis, en 1931, championne. En 1933, l'équipe participe au premier match entièrement[Quoi ?] professionnel du pays, contre Santos FC, qu'elle bat 5 buts à 1.
Le club connaît des problèmes financiers en 1935, dû à l'achat contesté d'un nouveau siège dans le centre de São Paulo. Une large partie du club le quitte[Qui ?] et fusionne avec le Clube de Regatas Tietê, ce qui entraîne une suspension des activités sportives le 14 mai 1935.
Des membres du club mécontent de cette fusion[Laquelle ?] font renaître le club le 4 juin 1935. Le club reprend son nom de São Paulo Futebol Clube, le 16 décembre de cette même année. Le journaliste Tomás Mazzonià donne à cette occasion un surnom au club, celui de « Clube da Fé », pour rendre hommage à sa volonté de ne jamais baisser les bras. Il reçut également le surnom de "O Mais Querido" de la part des habitants de Sao Paulo pendant la dictature de Vargas, pour avoir arboré plusieurs fois le drapeau de l'état de São Paulo, ce qui était interdit pendant cette période.

### 1940-1950: le rouleau compresseur
En 1940, quand est inauguré le Pacaembu, le football à São Paulo entre dans une nouvelle ère. Le São Paulo FC profite le mieux de ce moment. En 1941, il est à nouveau vice-champion du Championnat de São Paulo de football.
Pour briser l'hégémonie du duo Palmeiras-Corinthians, le club réalise alors une folie. En 1942, pour 200 contos de réis (monnaie brésilienne à l'époque, l'équivalent aujourd'hui de 81 000 dollars canadiens), Leônidas da Silva, joueur du CR Flamengo, considéré comme étant le meilleur joueur de l'époque au Brésil, s'engage au club. Mais le club ne s'est pas arrêté là, et a recruté plusieurs autres grands noms de l'époque, comme l'Argentin Antônio Sastre, Noronha, Bauer, Zezé Procópio, Luizinho, Rui et Teixeirinha.
Avec eux, le Tricolor acquiert rapidement un nouveau surnom : le Rolo Compressor. Le club est champion cinq fois dans les années 1940 (1943, 1945, 1946, 1948 et 1949). À cette époque, le club est installé au Canindé, un terrain ensuite vendu à la Portuguesa pour construire le stade du Morumbi.

### Construction du Morumbi et déclin sportif (années 1950-1960)
En 1950, la star du club, Leônidas, prend sa retraite. Les efforts financiers du club se portent plus sur la construction du stade que sur le renforcement de l'équipe, ce qui a une incidence sur les résultats sportifs. Malgré tout, São Paulo remporte les Paulista 1953 et 1957, ce dernier sous la direction de l’entraîneur hongrois Béla Guttmann.
Le club connaît ensuite une période de treize ans sans titre, la plus longue de son histoire, à cause de ses problèmes financiers, et de la domination du Santos de Pelé et du Palmeiras d'Ademir.

### Retour au premier plan (années 1970-1980)

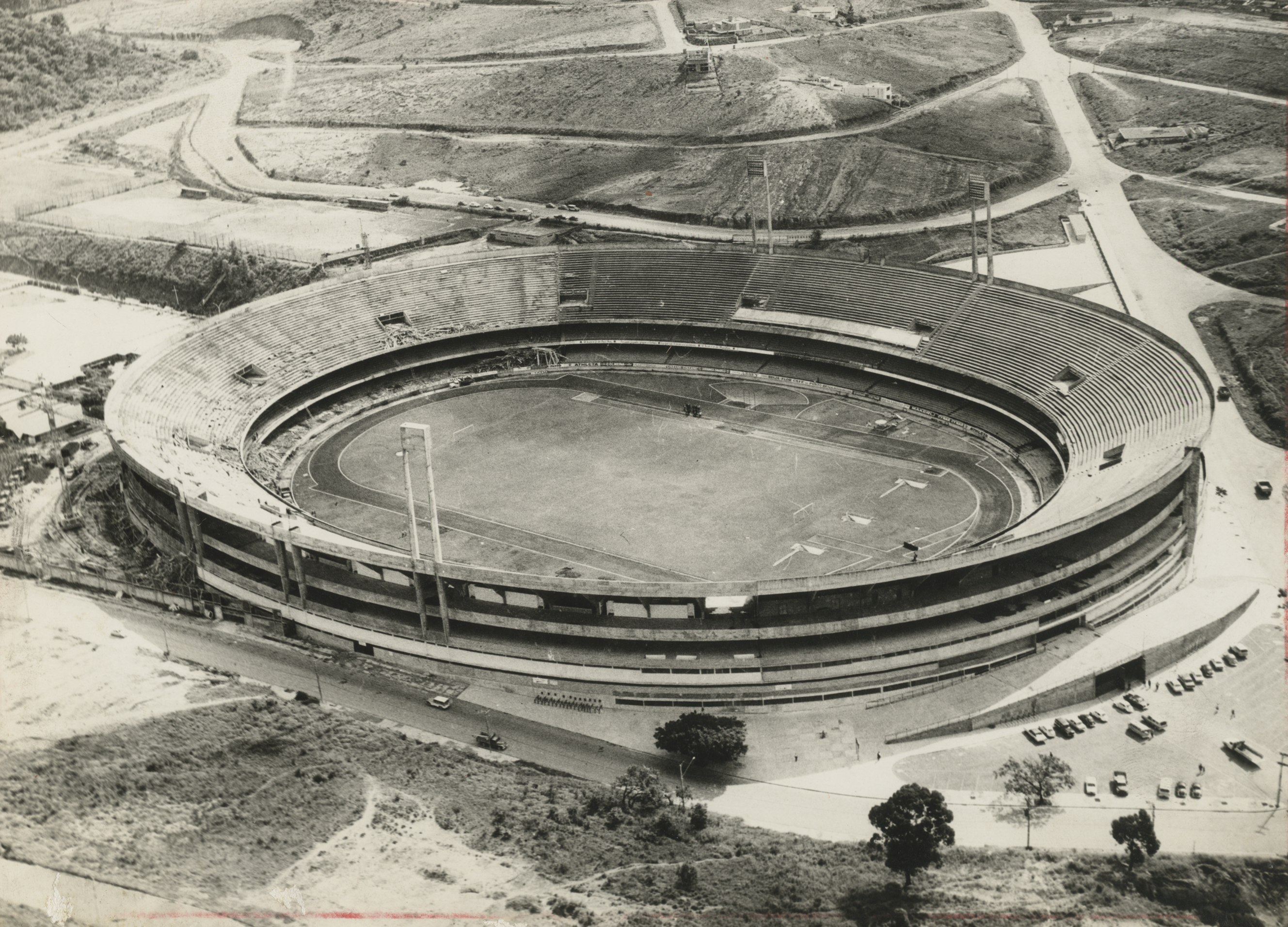
Le Morumbi, 1970. Archives nationales du Brésil.

Le Morumbi finalement terminé en 1970, le club fait un recrutement impressionnant, avec Gérson, du Botafogo, Pedro Rocha, milieu uruguayen du CA Peñarol et Toninho Guerreiro, buteur du Santos FC. Dirigé par Aymoré Moreira, technicien de la sélection brésilienne lors de la Coupe du monde 1962, le São Paulo FC remporte deux championnats de suite, échouant pour un point à réaliser un triplé en 1972.
Lors du premier Brasileiro de l'histoire, en 1971, le club a terminé vice-champion, derrière l'Atlético Mineiro de Telê Santana. Ce scénario se répète en 1973, cette fois avec Palmeiras. En 1974, la priorité est donnée à la Copa Libertadores. Le Tricolor est arrivé en finale contre le CA Independiente, et a perdu dans le match d'appui.
São Paulo remporte son onzième championnat Paulista en 1975, puis son premier Brasileiro en 1977-1978, en pleine dictature militaire, entraîné par Rubens Minelli et porté par son attaquant Serginho Chulapa.
Dans les années 1980, le São Paulo FC conquiert un nombre impressionnant de titres. L'équipe a une des meilleures paires de défenseurs d'une équipe brésilienne de tous les temps : Oscar et Dario Pereyra. Il est double champion Paulista en 1980 et 1981.
En 1984, Cilinho révèle au monde les « Menudos du Morumbi » : Paulo Silas, Müller et Sidney, qui terminent troisième du Paulista, puis le remportent l'année suivante. L'équipe se renforce avec Careca, buteur efficace qui irait à la Coupe du monde 1986, et le milieu de terrain Falcão, revenu de l'Italie, déjà surnommé là-bas le « Roi de Rome ».
En 1986, le technicien Pepe mène l'équipe à son second Championnat brésilien, devant le Guarani, battu aux tirs au but. En 1987, Don Dario Pereyra prend sa retraite, sur un quinzième championnat paulista. La « Décennie Tricolore » prend fin en 1989, avec un seizième Paulista.

### 1990-1995: l'ère Telê
En 1990, l'équipe a fini éliminée dans les phases initiales du championnat paulista. Cet échec a convaincu les dirigeants qu'il fallait changer quelque chose pour renouer avec la victoire. Ils ont donc engagé l'entraîneur légendaire Telê Santana. Telê est arrivé au Morumbi juste avant la finale du Championnat brésilien de cette année, perdue contre le SC Corinthians.
Telê fait confiance aux jeunes du club, lançant Cafu et Leonardo, et donnant les clés de l'attaque au petit frère de Socrates, Raí.
En 1991, après trois finales de championnat brésilien consécutives, le São Paulo conquiert son troisième titre contre le Bragantino de Carlos Alberto Parreira. L'élimination dans les phases initiales du Championnat Paulista de l'année précédente a obligé le São Paulo FC à jouer dans un groupe avec des équipes plus faibles. Les rencontres avec les plus grands rivaux sont donc arrivées seulement lors des phases finales, culminant avec une victoire incontestable sur le SC Corinthians dans le premier match décisif (3 à 0). Lors du match retour, il y eut un match nul sans but, et le trophée.
L'année 1992 est le début de la consécration internationale de São Paulo. L'équipe de Telê, de Zetti et de Raí arrive en finale de la Libertadores. Dans le premier match de la finale, à Rosario, le Newell's Old Boys de Marcelo Bielsa gagne par 1-0. Dans le match retour, le Tricolore s'impose sur le même score, puis lors des tirs au but.
À Tokyo, le Tricolor est opposé à la "Dream Team" du Barcelone de Johan Cruyff lors de la Coupe Intercontinentale. Dans un match contrôlé de bout en bout, São Paulo s'impose 2 à 1.
En 1993, le São Paulo FC réalise le même exploit, battant Universidad Catolica en finale de Libertadores puis le Milan AC de Fabio Capello en Intercontinentale.
Au début de 1996, pour des raisons de santé, Telê est obligé de quitter le São Paulo FC, mettant fin à l'époque dorée du club.

### L'après Telê sans trophées (1996-2004)
Après Telê, entre 1995 et 2004, 14 entraîneurs sont passés par le Tricolor, sans jamais s'affirmer. Durant ces 10 ans, les seuls trophées de l'équipe emmenée par Rogério Ceni, qui a aussi pu compter sur Luís Fabiano et Kaká, est le Paulista de 2000 et le premier trophée du Tournoi Rio-São Paulo du club, en 2001.

### Nouvelles périodes glorieuse (2005-2012)
En 2005, sous la direction de Leão, le São Paulo gagne avec facilité le Paulista. Leão laisse l'équipe, mais Paulo Autuori, qui entraînait alors la sélection péruvienne, maintient la dynamique positive, emmenant l'équipe jusqu'à la finale de la Libertadores, contre l'Atlético Paranaense, première de l'histoire entre deux équipes du même pays. Avec un 1-1 à Porto Alegre, et une belle victoire 4-0 au Morumbi, le São Paulo FC remporte la Libertadores de 2005, et est la première équipe brésilienne à être trois fois champion dans cette compétition. En décembre de 2005, le São Paulo FC dispute le Mondial des clubs. Lors du premier match, il bat Al Ittihad Djeddah, club d'Arabie saoudite par 3 à 2, puis Liverpool, un club anglais, par 1 à 0. São Paulo devient ainsi le seul club brésilien trois fois champion du monde des clubs.
Le Tricolor enchaîne ensuite les succès sur le plan national, réalisant un triplé de championnats consécutifs entre 2006 et 2008 sous la direction de Muricy Ramalho. Ses ambitions de nouveaux trophées continentaux sont cependant mises à mal chaque années. Le club échoue à conserver son titre en Libertadores en 2006, s'inclinant en finale contre l'Internacional, puis en huitième contre Grêmio en 2007 et en quart contre Fluminense en 2008.
Le club doit ensuite attendre l'émergence d'une nouvelle génération, autour de l'attaquant vedette Lucas Moura, pour renouer avec le succès. Il remporte en 2012, face à Tigre, la Copa Sudamericana.

### Second période la plus pauvre (2012-2020)
Après ce triomphe, le club a subi la seconde plus longue absence de titres de son histoire, malgré de bonnes équipes, par exemple en 2014 (finaliste du Brasileirão) ou en 2016 (demi-finaliste des Libertadores).
En 2019, l'équipe entraînée par Fernando Diniz termine sixième du Brasileirão. En 2020, le SPFC notamment composée de Pato, Hernanes, Dani Alves et Juanfran est éliminée dès les quarts de finale du Championnat de São Paulo, 2-3 par Mirassol. Révoltés, les supporters expriment leur mécontentement physiquement, en lançant des pierres et des fumigènes sur le centre d'entraînement, et virtuellement, à travers les réseaux sociaux. Le club doit demander une escorte policière pour se rendre à des matchs.

### Rebond (depuis 2021)
Ce n'est qu'en 2021, sous la direction de l'Argentin Hernán Crespo, que cette série noire s'arrête. L'équipe remporte le Championnat Paulista pour la première fois depuis 2005, face au rival Palmeiras, grâce à une victoire 2-0 après le match nul 0-0 à l'aller. Mais, en septembre, l'équipe flirte désormais avec la zone de relégation.
En septembre 2022, Sao Paulo élimine l'Atlético Goianiense aux tirs au but en demi-finales de la Copa Sudamericana et rencontre en finale les Équatoriens d'Independiente del Valle (défaite 2-0).

## Palmarès
| Compétitions nationales | Compétitions internationales |
| - Championnat du Brésil (6) : - Champion : 1977, 1986, 1991, 2006, 2007 et 2008 - Vice-champion : 1971, 1973, 1981, 1989, 1990 et 2014 - Coupe du Brésil (1) : - Vainqueur : 2023 - Finaliste : 2000 - Supercoupe du Brésil (1) : - Vainqueur : 2024 - Championnat de São Paulo (22) : - Champion : 1931, 1943, 1945, 1946, 1948, 1949, 1953, 1957, 1970, 1971, 1975, 1980, 1981, 1985, 1987, 1989, 1991, 1992, 1998, 2000, 2002 (Super championnat), 2005 et 2021 - Super-championnat de São Paulo (1) : - Vainqueur : 2002 - Tournoi Rio-São Paulo (1) : - Vainqueur : 2001 | - Championnat du monde des clubs (1) : - Vainqueur : 2005 - Coupe intercontinentale (2) : - Vainqueur : 1992 et 1993 - Copa Libertadores (3) : - Vainqueur : 1992, 1993 et 2005 - Finaliste : 1974, 1994 et 2006 - Copa Sudamericana (1) : - Vainqueur : 2012 - Finaliste : 2022 - Recopa Sudamericana (2) : - Vainqueur : 1993 et 1994 - Finaliste : 2006 et 2013 - Supercopa Sudamericana (1) : - Vainqueur : 1993 - Finaliste : 1997 - Coupe CONMEBOL (1) : - Vainqueur : 1994 - Copa Master de CONMEBOL (1) : - Vainqueur : 1996 - Copa de Oro : - Finaliste : 1995 et 1996 - Coupe Suruga Bank - Finaliste : 2013 |

## Stade: Morumbi

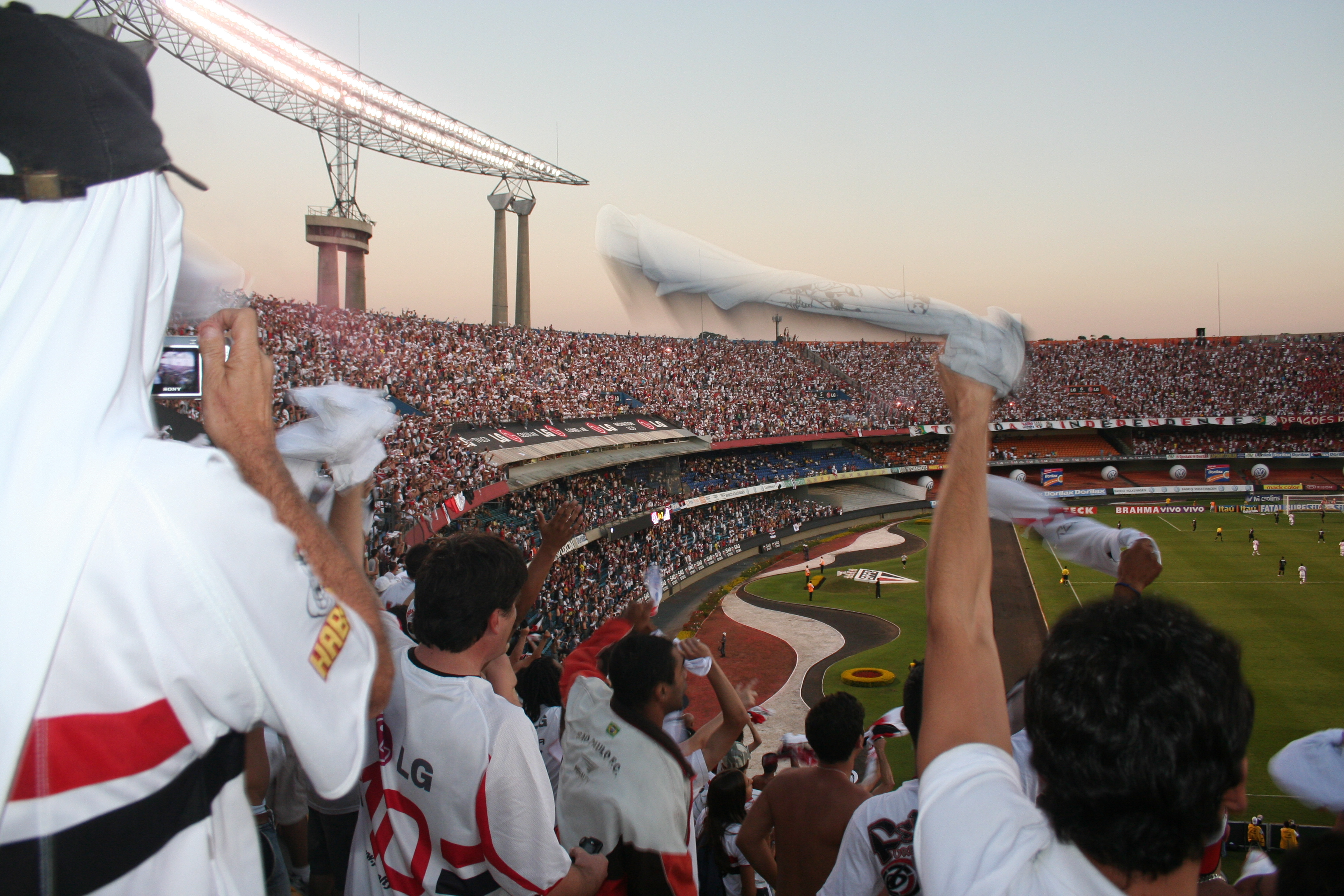
Photo du stade Murumbie lors de la seconde demi final opposant São Paulo et Corintians lors du "Paulista Championship" de 2009.

Le Morumbi se trouve dans la ville de São Paulo et l’accès se fait en métro. La station desservant le stade porte le même nom et est située à près de deux kilomètres de l'enceinte. Le trajet entre les deux permet de croiser vendeurs de maillots, de bières ou de sandwichs de pernil. Près du Morumbi, de nombreux dessins sur les murs rendent hommage aux joueurs emblématiques de São Paulo, de Leônidas aux légendes du titre mondial de 1992, en passant par les Uruguayens Dario Pereyra et Lugano, et même le boxeur Éder Jofre.
À l’intérieur du stade, dans les couloirs et gradins, on retrouve des références au titre de 1992, avec des dessins sur les murs et la composition de l’équipe sur les escaliers de l’arquibancada. Le Morumbi ne dispose pas de toit.

## Personnalités du club

### Dirigeants
En 2017, ancien joueur du club et champion du monde avec la Seleçao en 1994, Raí est nommé directeur sportif du club. Il est une des cibles Rai des Ultras à la suite des contre-performances en 2020. Il démissionne en février 2021 à la suite du limogeage de l'entraîneur Fernando Diniz par le président du club Julio Casares.

### Entraîneurs
En 2017, l'idole du club Rogério Ceni devient entraîneur de l'équipe. Ses six mois à la tête du club se terminent sans trophée et il laisse le club relégable lors de sa démission. Dorival Júnior arrive alors sur le banc du Morumbi, pour remplacer Ceni.
En février 2021, le président du club Julio Casares annonce le limogeage de l'entraîneur Fernando Diniz, en poste depuis 16 mois, pour une insuffisance de résultats. Réputé pour être un apôtre du beau jeu, son équipe termine sixième du Brasileirão 2019 puis est éliminée dès les quarts de finale du Championnat de São Paulo 2020. Elle est alors sans victoire depuis six matches et quatrième en Championnat du Brésil. Rai démissionne de son poste de directeur sportif dans la foulée.
L'ex-attaquant argentin de Parme et de Milan, Hernán Crespo arrive sur le banc paulista. Il n'a besoin que de trois mois pour remporter le Championnat paulista, le premier depuis 2005 pour le club. Mais, en septembre, l'équipe flirte désormais avec la zone de relégation. Le mois suivant, les deux parties se quittent d'un commun accord et Crespo termine sur un bilan de 24 victoires, 19 nuls et 10 défaites en 53 matches.
Rogério Ceni effectue un deuxième passage comme entraîneur du SPFC. Après un premier passage raté, Ceni devient une idole du club de Fortaleza en remportant la Série B brésilienne en 2018, puis remporté le championnat brésilien 2020 avec Flamengo. « J'avais déjà précisé qu'en cas de vacance du poste, il [Rogério Ceni] serait notre première alternative. En tant que natif de São Paulo, il n'a pas fallu plus de 15 minutes pour le faire revenir » précise le président Julio Casares.
En avril 2023, São Paulo engage Dorival Júnior comme nouvel entraîneur de son équipe A en remplacement de Rogério Ceni. Il s'agit de son second passage après son recrutement en 2017, déjà pour succéder à Ceni.

### Joueurs emblématiques
| #  | Joueurs           | Buts |
| -- | ----------------- | ---- |
| 1  | Serginho Chulapa  | 242  |
| 2  | Gino Orlando      | 233  |
| 3  | Luis Fabiano      | 212  |
| 4  | Teixeirinha       | 189  |
| 5  | França            | 182  |
| 6  | Luizinho          | 173  |
| 7  | Müller            | 160  |
| 8  | Leônidas da Silva | 144  |
| 9  | Maurinho          | 133  |
| 10 | Rogério Ceni      | 132  |

| #  | Joueurs      | Matchs |
| -- | ------------ | ------ |
| 1  | Rogério Ceni | 1 237  |
| 2  | Waldir Peres | 617    |
| 3  | De Sordi     | 544    |
| 4  | Roberto Dias | 527    |
| 5  | Teixeirinha  | 525    |
| 6  | José Poy     | 522    |
| 7  | Nelsinho     | 512    |
| 8  | Terto        | 500    |
| 9  | Mauro Ramos  | 498    |
| 10 | Riberto      | 481    |

Rogério Ceni est l’athlète qui dispute le plus de match sous les couleurs du Tricolor Paulista avec 1 237 rencontres et détient le record mondial du nombre de buts marqués par un gardien (131 buts dont soixante-deux coups francs et soixante-neuf penalties). Il est aussi celui qui remporter le plus de titres avec notamment deux Mondiaux des clubs. Il est aussi le joueur à avoir été le plus souvent capitaine de son équipe (978 fois) et a gagné le plus de matchs avec un club, devant Ryan Giggs.
- Víctor Aristizábal
- Antonio Sastre
- Diego Lugano
- Pedro Rocha
- Alex Dias
- Alemão
- José Altafini
- Yeso Amalfi
- José Carlos Bauer
- Belletti
- Bellini
- Cafú
- Careca
- Rogério Ceni
- Toninho Cerezo
- Cicinho
- Denílson
- Edmílson
- Eduardo Costa
- Hernanes
- Ilan
- Luís Fabiano
- França
- Arthur Friedenreich
- Gérson
- Julio Baptista
- Júnior
- Juninho Paulista
- Jádson Rodrigues da Silva
- Júnior Baiano
- Kaká
- Ricardo Oliveira
- Leonardo
- Leônidas
- Lucas
- Marcelinho
- Marinho Chagas
- Maurinho
- Mauro Ramos
- Mineiro
- Müller
- Oscar
- Palhinha
- Valdir Peres
- Raí
- Renato
- Ricardinho
- Ricardo Rocha
- Rivaldo
- Grafite
- Rui Campos
- Márcio Santos
- Serginho
- Silas
- Newton de Sordi
- Souza
- Zé Sergio
- Zetti
- Zizinho
- Falcão
- Ganso

## Rivalités

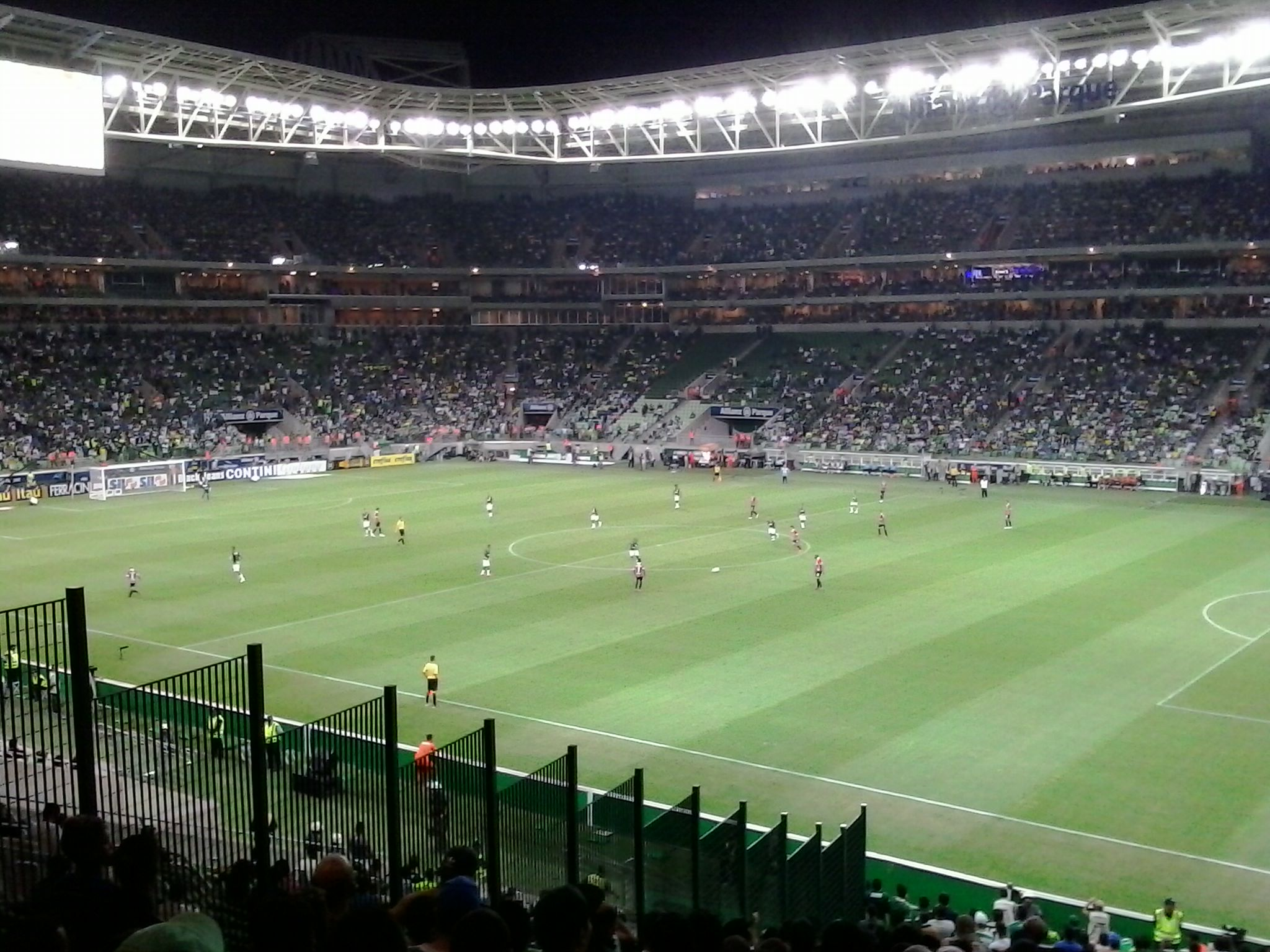
Premier Clásico à l'Allianz Parque en mars 2015.

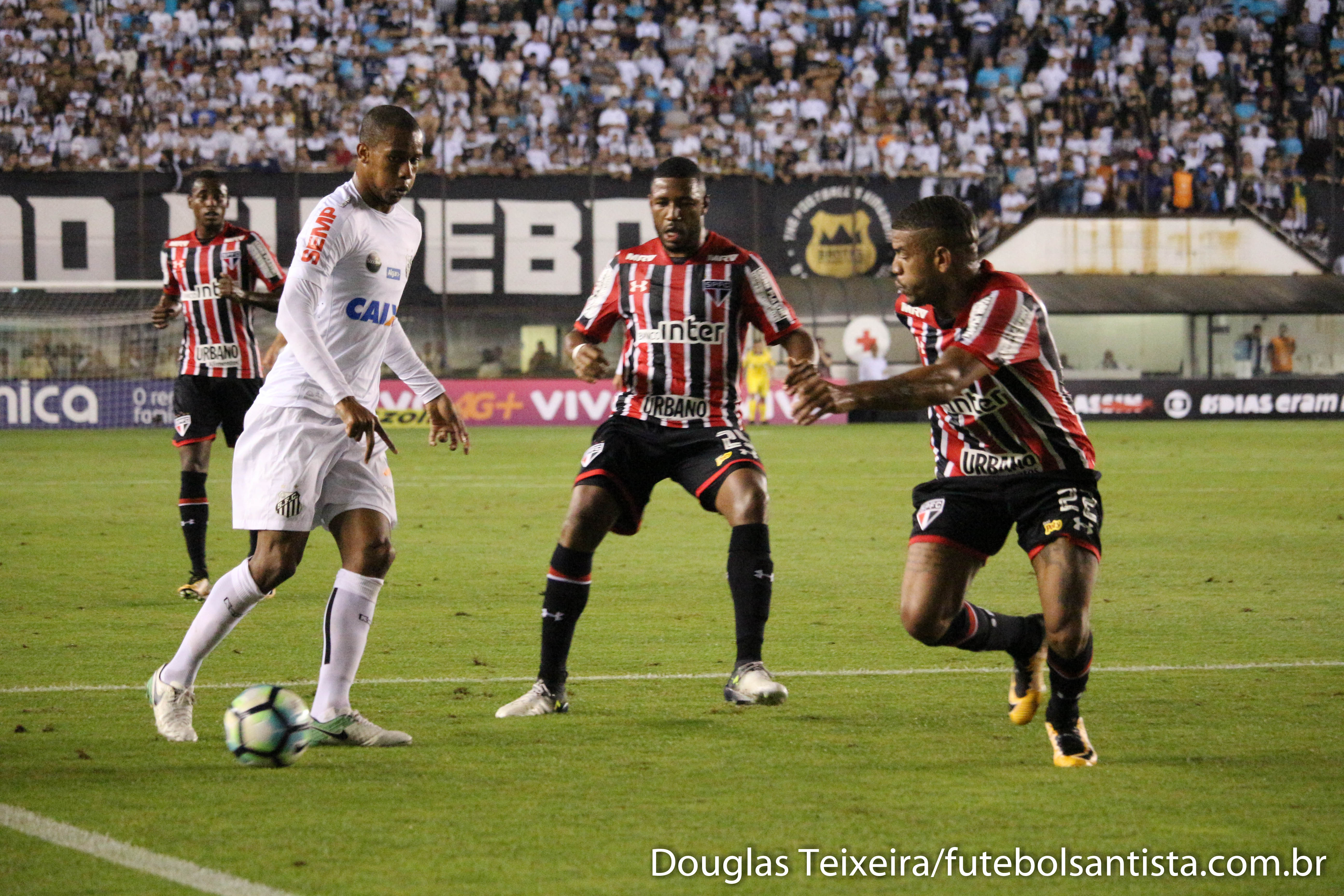
Le San-São entre Santos et São Paulo s'est déroulé à Vila Belmiro en 2017 pour le Campeonato Brasileiro.

### São Paulo vs. Palmeiras
Ce match est surnommé "Choque Rei" et a enregistré 114 victoires pour São Paulo, 113 victoires pour Palmeiras et 110 matchs nuls,.

### São Paulo vs. Santos
Également connu sous le nom de "San-São", ce match a été disputé pour la première fois en 1936. Depuis lors, São Paulo l'a remporté 137 fois, Santos 106 fois, et il y a eu 75 matchs nuls.

### São Paulo vs. Corinthians
Le match entre ces clubs est également connu sous le nom de "Majestoso", un nom inventé par Thomas Mazzoni. Le premier "Majestoso" a eu lieu le 25 mai 1930. Le match a vu 109 victoires pour São Paulo, 131 victoires pour Corinthians et 113 matchs nuls.

## Autres sections
Même si le nom officiel est São Paulo Futebol Clube, le Tricolor n’est pas uniquement un club de football. Le boxeur Éder Jofre évolue notamment au club.